# Солоне вугілля
Солоне вугілля — це викопне вугілля, здебільш низького ступеня метаморфізму, з високим вмістом сполук солей лужних металів, насамперед, натрію.

Порівняння надмолекулярної організації «несолоного» і «солоного» вугілля.

## Ідентифікація
Звичайне вугілля має вміст оксиду натрію (Na2O) у золі менше 1-2 %, тоді як солоне — від декількох до десяти і більше відсотків. Більшість дослідників як критерій «солоності» вугілля використовують вміст оксиду натрію у вугіллі або його золі. У США солоним вважають вугілля із вмістом Na2O понад 0,5 % на суху масу або понад 4 % в золі, в ФРН до солоних відносять вугілля з вмістом Na2O в золі понад 2 %.
У СРСР деякі дослідники за критерій солоності приймали вміст оксиду натрію 2 % в золі або 0,3 % на суху масу вугілля. У той же час всесоюзний теплотехнічний інститут (ВТИ, 90-і роки ХХ ст.) прийняв як пороговий вміст Na2O у вугіллі 0,4 %. Інститутом геологічних наук НАН України вирішено вважати солоним вугілля, що містить 5,5 % оксидів натрію в золі.
У Англії і Австралії прийнято два критерії належності до солоного вугілля — за вмістом оксиду натрію (порогові значення: 4,5 % у золі і 1 % у сухому вугіллі) і вмісту хлору на суху масу вугілля — 0,5 % хлору вважається гранично допустимим.
Сучасна методика зарахування вугілля до солоного за вмістом в ньому (або його золі) оксиду натрію, на думку українських вчених недосконала. При підвищеному вмісті у вугіллі сполук натрію з високою температурою плавлення (Силікат натрію) негативних явищ, пов'язаних зі шлакуванням при їх спаленні, не відбувається. Вони мають місце тільки при наявності легкоплавких сполук Натрію (сульфатів, хлоридів і гуматів) натрію. Виходячи з цих уявлень в Інституті фізико-органічної хімії і вуглехімії НАН України запропонований більш досконалий спосіб віднесення вугілля до солоного, за яким враховують тільки легкоплавкі сполуки натрію. Внаслідок високого вмісту легкокиплячих солей лужних металів при спалюванні такого вугілля виникають труднощі через шлакування поверхонь нагріву, корозію обладнання, а також забруднення довкілля викидами хлоровмісних речовин та токсичних мікроелементів.

## Розповсюдження
За сучасними геологічними даними вугілля такого типу розповсюджене в різних куточках світу: у Європі (Німеччина, Чехія, Польща, Велика Британія, Росія, Україна), Америці (США), Азії (Казахстан, Росія), Австралії.
В Україні відомі значні поклади (понад 10 млрд т) солоного вугілля: Новомосковське (Дніпропетровська область) та Богданівське (Луганська область) родовища. Перше з названих містить солоне вугілля з дуже високим вмістом солей (Na2O у золі 4-16 %).
Донецький басейн є синклінорієм субширотного простягання, ускладненим складчастими і розривними порушеннями. У основі його залягають докембрійські магматичні і метаморфічні породи різного складу, перекриті девонськими вапняками з морською фауною, глинистими сланцями, пісковиками, конґломератами, вулканічними туфами, іноді порфіритами. Вище лежить велика товща кам'яновугільних порід, що містить до 300 вугільних пластів. Утворена вона аргілітами, алевролітами, пісковиками, вапняками і вугіллям, накопичення яких відбувалося в морських, континентальних і перехідних умовах. На західній і північній околицях Донецького басейну розвідані значні запаси найбільш слабко метаморфізованого кам'яного і перехідного до бурого вугілля, які виявилися солоними. До них віднесені вугільні пласти нижнього карбону на західній околиці, а також середнього карбону на північній і на західній околицях басейну. Вміст Na2O в золі вугілля на площах з найсолонішим вугіллям (Новомосковське родовище) в середньому становить 5-10 %, місцями досягаючи 15-17 %; в перерахунку на сухе паливо воно відповідно дорівнює 0,6-0,8 % і 1,2-1,5 %. Східний кордон площі поширення солоного вугілля в Західному Донбасі проходить східніше за Новомосковського вугленосного району, а південний — у Північному Донбасі, приблизно по Північно-Донецькому насуву. Західний кордон в Західному Донбасі і північний у Північному Донбасі розташовані за межами розвіданих площ.
Таким чином, солоне вугілля України зосереджене в Новомосковському і Петриківському (Західний Донбас) родовищах, а також на Старобільській вугленосній площі і в Міллеровському вугленосному районі (Північний Донбас, Богданівське родовище). Вугілля віднесене до марки Д (довгополуменеве). На глибоких горизонтах вугілля переходить в газове. Новомосковське родовище має близько 100 вугільних пластів, 32 з яких робочої потужності (0,6 — 4,45 м). Старобільське і Міллеровське родовища містять відповідно 57 пластів (14 — робочої потужності 0,45-3,2 м) і 28 пластів (4 — потужності 0,45-2,35 м). Глибина залягання промислово перспективних пластів коливається в межах 100—1500 м. Бокові породи представлені в основному аргілітами, алевролітами і пісковиками, прошарками вапняків. Вугільні пласти мають переважно просту будову, пологі. Державним інститутом мінеральних ресурсів України складені прогнозні карти солоності вугільних пластів Донбасу, які розповсюджуються на Новомосковський, Павлоградський, Петриківський, Лозовський, Червоноармійський, Чистяково-Сніжнянський, Старобільський, Лисичанський, Мар'ївський, Селезневський, Луганський, Хрустальський, Краснодонський, Должано-Ровенецький, Шахтинско-Несветаєвський, Сулино-Садкинський, Гуково-Звірівський, Камінсько-Гундорівський, Білокалінвенський і Міллеровський геологічно-промислові райони

## Походження
Питання про джерело та час «засолення» і досі є предметом дискусій. Найбільш розповсюдженою є точка зору про епігенетичне (тобто після формування покладів палива) походження солоності — завдяки багатократній дії морської води. Однак ця гіпотеза не є загальноприйнятою. Застосування сучасних методів дослідження (рентгенофазовий аналіз, озолення у низькотемпературній плазмі, скануюча електронна мікроскопія, спектральні аналізи) протягом останніх десяти років допомогло встановити більш детально не тільки особливості складу природних мінералів солоного вугілля Новомосковського родовища, а й структурну організацію їх органічної маси.
За сучасними уявленнями органічна маса солоного вугілля (ОМВ) представлена як природна сполука включення, де частинками — «господарями» є макромолекулярні впорядковані структурні одиниці з функціональними групами і хелатоутворювальними фрагментами, а частинками-«гостями» є гідратовані йони натрію, хлору та заліза. При цьому у солоному вугіллі спостерігається поєднання властивостей вугілля низької та високої стадій метаморфізму. Одержані дані щодо Новомосковського солоного вугілля дозволили запропонувати нетрадиційні шляхи їх використання (як природні сорбенти благородних металів, як сировину для одержання агломерованого палива із зниженим вмістом солей та підвищеною калорійністю, як джерело синтетичного рідкого палива та гумінових кислот, що мають великий практичний попит). Крім того, розроблено ряд технологій, що передбачають знесолення вугілля водною промивкою або його збіднюванні перед використанням.
Розвідані запаси солоного вугілля в Україні оцінюються в 12 млрд т. — 10 млрд т в Західному Донбасі і 2 млрд т у Північному Донбасі.